# Zandobbio
Zandobbio är en ort och kommun i provinsen Bergamo i regionen Lombardiet i Italien. Kommunen hade 2 760 invånare (2018).